# CoRoT-6b
CoRoT-6bは2009年にCOROTミッションよってCoRoT-6の周囲を公転していることが発見された太陽系外惑星である。以前はCOROT-Exo-6bと呼ばれていた。

## 性質
木星の3.3倍の質量、1.17倍の半径を持つとされており、8.8日の公転周期を持つ。表面温度が700℃から1000℃に達するホットジュピターである。